# Маурино (Гаврилов-Ямский район)
Маурино — деревня в Гаврилов-Ямском районе Ярославской области России. Входит в состав Заячье-Холмского сельского округа Заячье-Холмского сельского поселения.

## География
Деревня находится в юго-восточной части области, в зоне хвойно-широколиственных лесов, на левом берегу реки Кобылки, при автодороге 78К-0036, на расстоянии примерно 8 километров (по прямой) к северо-востоку от города Гаврилов-Ям, административного центра района. Абсолютная высота — 148 метров над уровнем моря.

### Климат
Климат характеризуется как умеренно континентальный, с умеренно холодной зимой и относительно тёплым летом. Среднегодовая температура воздуха — 3 — 3,5 °C. Средняя температура воздуха самого холодного месяца (января) — −13,3 °C; самого тёплого месяца (июля) — 18 °C. Вегетационный период длится около 165—170 дней. Годовое количество атмосферных осадков составляет 500—600 мм, из которых большая часть выпадает в тёплый период.

### Часовой пояс
Маурино, как и вся Ярославская область, находится в часовой зоне МСК (московское время). Смещение применяемого времени относительно UTC составляет +3:00.

## Население
| 2007 | 2010 |
| ---- | ---- |
| 4    | →4   |

### Национальный состав
Согласно результатам переписи 2002 года, в национальной структуре населения русские составляли 100 % из 8 чел.

Данные переписи 1897 года.

Согласно переписным листам, в 1897 году в деревне проживало 107 человек: 47 мужчин (66% грамотных) и 60 женщин (12% грамотных). В деревне было около 21 дома. Занятия жителей деревни были весьма разнообразны: помимо земледелия, в деревне было 2 семьи, занимающихся портняжным делом, 1 семья, занимающаяся выделкой овчины при помощи 4 наёмных рабочих, а семья Гудковых владела кирпичным заводом, винной лавкой и постоялым дворов. У этой семьи, единственной в деревне, были каменные дома с железной крышей (остальные - деревянные с соломенной крышей). Распространёнными фамилиями были Зазин, Федосьев (Федосеев). 